# Color of Your Life
A Color of Your Life (magyarul: Az életed színe) a lengyel Michał Szpak dala, mellyel Lengyelországot képviselte a 2016-os Eurovíziós Dalfesztiválon, Stockholmban. A dal a TVP által szervezett nemzeti döntőben nyerte el az eurovíziós indulás jogát 2016. március 5-én.

## Eurovíziós Dalfesztivál
A dalt az Eurovíziós Dalfesztiválon először a május 12-i második elődöntőben adta elő, fellépési sorrendben másodikként a Lettországot képviselő Justs Heartbeat című dala után, és a Svájcot képviselő Rykka The Last of Our Kind című dala előtt. Az elődöntőből a hatodik helyen jutott tovább a május 14-i döntőbe, ahol fellépési sorrendben tizenkettedikként lépett fel a Franciaországot képviselő Amir J’ai cherché című dala után, és az Ausztráliát képviselő Dami Im Sound of Silence című dala előtt. A pontozás során a zsűri szavazáson összesítésben a huszonötödik, utolsó előtti helyen végzett 7 ponttal, míg a nézői szavazáson a harmadik helyen végzett 222 ponttal (Ausztriától és Belgumtól maximális pontszámot kapott), így összesítésben 229 ponttal a verseny nyolcadik helyezettje lett.
A következő lengyel induló Kasia Moś Flashlight című dala volt a 2017-es Eurovíziós Dalfesztiválon.

## A dal szövege magyarul
Az életed színe
Amikor a magány kopogtat az ajtódon,

minden amit szerettél, hirtelen eltűnik.

És amikor azt érzed hogy minden elveszett,

akkor tudod kell hogy nincs élet könnyek nélkül.
Oh... mond, fekete vagy fehér? 

Milyen színű az életed? 

Oh... próbáld megkérdezni a szívedet,

ki is vagy igazából? 
Senki sem (lehet/lesz) örökre gyönyörű és fiatal,

minden amit tudni vélsz hirtelen eltűnik.

Hírnévben és aranyban sem lehetsz biztos,

amikor nincs szeretet a szívedben.
A döntés a tiéd, ki akarsz lenni igazából? 

Ne félj a sorsodtól.

Amikor azt érzed hogy minden elveszett,

akkor tudod kell hogy nincs élet félelem nélkül.
Oh... mond, fekete vagy fehér?

Milyen színű az életed? 

Oh... próbáld megkérdezni a szívedet, 

ki is vagy igazából? 
Mindennap harcolnunk kell a széllel,

élnünk kell.

Ezek a dolgok mind csak üres óhajok,

mert nincs füst tűz nélkül.
Oh... mond, fekete vagy fehér? 

Milyen színű az életed? 

Oh... próbáld megkérdezni a szívedet, 

ki is vagy igazából? 
Oh... mond, fekete vagy fehér? 

Milyen színű az életed? 

Oh... próbáld megkérdezni a szívedet, 

Milyen színű az életed? 